# Näsetärnen (Risinge socken, Östergötland)
Näsetärnen är en sjö i Finspångs kommun i Östergötland och ingår i Motala ströms huvudavrinningsområde.